# Lacerta zagrosica
Lacerta zagrosica este o specie de șopârle din genul Lacerta, familia Lacertidae, ordinul Squamata, descrisă de Rastegar-pouyani și Nilson 1998. Conform Catalogue of Life specia Lacerta zagrosica nu are subspecii cunoscute.